# Creede
Creede är administrativ huvudort i Mineral County i Colorado. Enligt 2010 års folkräkning hade Creede 290 invånare.